# Gran Premio Industria y Artigianato-Larciano 2022
La 44.ª edición de la clásica ciclista Gran Premio Industria y Artigianato-Larciano fue una carrera en Italia que se celebró el 27 de marzo de 2022 con inicio y final en la ciudad de Larciano sobre un recorrido de 192,2 kilómetros.
La carrera formó parte del UCI ProSeries 2022, calendario ciclístico mundial de segunda división, dentro de la categoría UCI 1.Pro y fue ganada por el italiano Diego Ulissi del UAE Emirates. Completaron el podio, como segundo y tercer clasificado respectivamente, el italiano Alessandro Fedeli de la selección nacional de Italia y el belga Xandro Meurisse del Alpecin-Fenix.

## Equipos participantes
Tomaron parte en la carrera 21 equipos: 4 de categoría UCI WorldTeam invitados por la organización, 8 de categoría UCI ProTeam, 8 de categoría Continental y la selección nacional de Italia. Formaron así un pelotón de 122 ciclistas de los que acabaron 54. Los equipos participantes fueron:
| WorldTeams (4)- Astana Qazaqstan Team - Bora-Hansgrohe - Trek-Segafredo - UAE Team Emirates ProTeams (8)- Alpecin-Fenix - Bardiani-CSF-Faizanè - Bingoal Pauwels Sauces WB - Drone Hopper-Androni Giocattoli - Eolo-Kometa - Equipo Kern Pharma - Human Powered Health - Arkéa-Samsic Equipos continentales (8)- Beltrami TSA Tre Colli - Biesse-Carrera - General Store-Essegibi-F.lli Curia - Giotti Victoria-Savini Due - MG.K Vis Colors For Peace VPM - Team Corratec - Team Qhubeka - Work Service-Vitalcare-Dynatek Equipo nacional- Italia |
| |

## Clasificación final
- La clasificación finalizó de la siguiente forma:[3]

| \| Clasificación general \| Clasificación general \| Clasificación general \| Clasificación general \| Clasificación general \| \| Ciclista \| Ciclista \| Equipo \| Tiempo \| \| \| --------------------- \| --------------------- \| ------------------------------- \| --------------------- \| --------------------- \| \| 1.º \| Diego Ulissi \| UAE Team Emirates \| 4 h 31 min 10 s \| \| \| 2.º \| Alessandro Fedeli \| Italia \| + 0 s \| \| \| 3.º \| Xandro Meurisse \| Alpecin-Fenix \| + 0 s \| \| \| 4.º \| Natnael Tesfatsion \| Drone Hopper-Androni Giocattoli \| + 0 s \| \| \| 5.º \| Andrea Vendrame \| Italia \| + 0 s \| \| \| 6.º \| Maxime Bouet \| Arkéa-Samsic \| + 0 s \| \| \| 7.º \| Tony Gallopin \| Trek-Segafredo \| + 0 s \| \| \| 8.º \| Antonio Tiberi \| Trek-Segafredo \| + 0 s \| \| \| 9.º \| Marc Hirschi \| UAE Team Emirates \| + 0 s \| \| \| 10.º \| Alessandro Verre \| Arkéa-Samsic \| + 0 s \| \| |                    |                                 |                 |
| |                    |                                 |                 |
| Fuente: ProCyclingStats |                    |                                 |                 |
| Clasificación general |                    |                                 |                 |
| Ciclista | Ciclista           | Equipo                          | Tiempo          |
| 1.º | Diego Ulissi       | UAE Team Emirates               | 4 h 31 min 10 s |
| 2.º | Alessandro Fedeli  | Italia                          | + 0 s           |
| 3.º | Xandro Meurisse    | Alpecin-Fenix                   | + 0 s           |
| 4.º | Natnael Tesfatsion | Drone Hopper-Androni Giocattoli | + 0 s           |
| 5.º | Andrea Vendrame    | Italia                          | + 0 s           |
| 6.º | Maxime Bouet       | Arkéa-Samsic                    | + 0 s           |
| 7.º | Tony Gallopin      | Trek-Segafredo                  | + 0 s           |
| 8.º | Antonio Tiberi     | Trek-Segafredo                  | + 0 s           |
| 9.º | Marc Hirschi       | UAE Team Emirates               | + 0 s           |
| 10.º | Alessandro Verre   | Arkéa-Samsic                    | + 0 s           |

## UCI World Ranking
El Gran Premio Industria y Artigianato-Larciano otorgó puntos para el UCI World Ranking para corredores de los equipos en las categorías UCI WorldTeam, UCI ProTeam y Continental. Las siguientes tablas son el baremo de puntuación y los diez corredores que obtuvieron más puntos:
| Posición              | 1.º | 2.º | 3.º | 4.º | 5.º | 6.º | 7.º | 8.º | 9.º | 10.º | 11.º | 12.º | 13.º | 14.º | 15.º | 16.º-30.º | 31.º-40.º |
| Clasificación general | 200 | 150 | 125 | 100 | 85  | 70  | 60  | 50  | 40  | 35   | 30   | 25   | 20   | 15   | 10   | 5         | 3         |

| Clasificación |                    |                                 |         |
| Posición      | Ciclista           | Equipo                          | General |
| ------------- | ------------------ | ------------------------------- | ------- |
| 1.º           | Diego Ulissi       | UAE Emirates                    | 200     |
| 2.º           | Alessandro Fedeli  | Italia                          | 150     |
| 3.º           | Xandro Meurisse    | Alpecin-Fenix                   | 125     |
| 4.º           | Natnael Tesfatsion | Drone Hopper-Androni Giocattoli | 100     |
| 5.º           | Andrea Vendrame    | Italia                          | 85      |
| 6.º           | Maxime Bouet       | Arkéa Samsic                    | 70      |
| 7.º           | Tony Gallopin      | Trek-Segafredo                  | 60      |
| 8.º           | Antonio Tiberi     | Trek-Segafredo                  | 50      |
| 9.º           | Marc Hirschi       | UAE Emirates                    | 40      |
| 10.º          | Alessandro Verre   | Arkéa Samsic                    | 35      |